# Trail of Tears
Trail of Tears (Sporet af tårer) er en betegnelse for den flytning af cherokeserne fra deres hjemlande i det østlige USA til Indianerterritoriet vest for Mississippi-floden i det nuværende Oklahoma, der fandt sted i slutningen af 1830'erne. 

## Baggrund
I 1830 vedtog USA's kongres den såkaldte Indian Removal Act. Denne bemyndigede præsidenten til at indlede forhandlinger med alle indianerstammer øst for Mississippi-floden om, at de skulle flytte til et område i det nuværende Oklahoma. I 1834 blev dette område etableret som Indianerterritoriet. Området var allerede beboet af blandt andre Osage-stammen.
Der blev indledt forhandlinger med mange af stammerne, og efterhånden underskrev disse mere eller mindre nødtvunget traktater, hvor de afgav deres oprindelige landområder. Nogle nægtede at underskrive, mens andre blev "narret" til det. Blandt disse var cherokeserne, hvor en lille gruppe, det såkaldte Treaty Party under ledelse af en af cherokesernes kendte høvdinge, Major Ridge, underskrev New Echota traktaten i 1836, hvor de på stammens vegne overgav alle deres oprindelige landområder til de hvide til gengæld for land i Indianerterritoriet. Resten af stammen (ca. 16-17.000 medlemmer mod Treaty Party's ca. 1.000), protesterede, og der blev indsamlet 15.000 underskrifter, og en delegation blev sendt til Washington D.C., men intet nyttede. Traktaten blev ratificeret i kongressen med en stemmes flertal. 

## Arrestationer
Nogle få cherokesere flyttede frivilligt til Indianerterritoriet, men de fleste forblev, hvor de altid havde boet, og i slutningen af 1837 besluttede man at gennemtvinge cherokesernes flytning til Indianerterritoriet med magt. Hæren blev beordret til at gennemtvinge ”flytningen”, og opgaven blev givet til General John Wood, men han nedlagde sin kommando i protest[kilde mangler], hvilket forsinkede projektet indtil hans afløser nåede frem. Afløseren var General Winfield Scott, som senere skulle udmærke sig i krigen mod Mexico. Med en styrke på 7.000 mand ankom han til New Echota, cherokesernes daværende hovedstad den 17. maj 1838.
I løbet af sommeren trængte styrken ind på cherokesernes område, og begyndte at arrestere indianerne. De blev samlet i hastigt opførte fangelejre, nærmest kun indhegninger af pæleværk, med ganske få faciliteter, og næsten ingen mad. Mere end 25 sådanne fangelejre blev opført i løbet af 1838. Soldaterne havde fået ordrer til at behandle cherokeserne venligt, men det blev ikke overholdt. Familier blev skilt og familiemedlemmer anbragt i forskellige lejre, gamle og syge blev tvunget ud af deres huse med våbenmagt, og ingen fik lov at medtage andet nogle få ejendele. Hvide nybyggere plyndrede de forladte huse allerede inden indianerne var ført væk.

## Rejsen
I sommeren i 1838 blev tre grupper på hver ca. 1.000 cherokesere sendt af sted til Indianerterritoriet. De tre grupper tog af sted fra Chattanooga i Tennessee (eller rettere Ross’ Landing, som byen hed indtil 1838). Rejsen foregik med tog, vogne og båd og altid under kummerlige forhold, plaget af sult og sygdomme. Vandstanden i floden var for lav til at sejlads kunne gennemføres, så meget af rejsen måtte stadig ske over land. En af grupperne, der rejste over land gennem Arkansas, rapporterede om 3-5 døde hver dag på grund af sygdomme og tørke. 
I fangelejrene ventede yderligere 15.000 cherokesere på at blive deporteret. Også her døde mange, dels på grund af tørke og mangel på mad, men også på grund af de sygdomme, især dysenteri, der opstod på grund af de dårlige sanitære forhold. Alligevel anmodede cherokeserne om at få udsat rejsen til efteråret, hvor det var knap så varmt, mod til gengæld at rejse frivilligt. Denne udsættelse blev bevilget, til gengæld skulle indianerne blive i fangelejrene indtil afrejsen. Overhøvding John Ross anmodede general Scott om ikke hans egne folk måtte lede rejsen, og det fik de tilladelse til – dog selvfølgelig bevogtet af soldater. Ross organiserede en opdeling af stammen i grupper, der hver blev ledet af en respekteret høvding. Disse grupper skulle rejse hver for sig, så de havde bedre mulighed for at jage og samle føde undervejs. I november begyndte 12 grupper på hver 1000 indianere den 1.300 km lange rejse over land til Oklahoma. Den sidste gruppe på omkring 3.000 rejste med båd. Cherokesernes overhøvding John Ross var selv med i denne sidste gruppe. 
Nu var vejret igen mod indianerne, men denne gang var det ikke varme og tørke, der plagede. Derimod regn og kulde. Den megen regn gjorde vejene nærmest ufarbare, og kulden gjorde, at der næsten ikke var noget vildt at jage (og de eskorterende soldater havde stort set kun mad med til sig selv). I januar frøs floderne til og mere end 8.000 cherokesere var fanget mellem Ohiofloden og Mississippi-floden. Høvding John Ross’ kone gav sit tæppe til et frysende barn, men det resulterede i, at hun selv fik lungebetændelse, og hun døde af sygdommen i Little Rock, Arkansas. En anden af grupperne blev ledet af den meget respekterede høvding Tsunalahunski. Også han mistede sin kone undervejs, da hun døde af sygdom kort efter afrejsen. Ingen ved i dag helt præcis hvor mange cherokesere der døde undervejs, men en læge, der fulgte med en af grupperne estimerede det samlede antal til over 4.000, heraf især gamle, kvinder og børn. Andre vurderede at antallet af døde lå mellem 5 og 6.000. I 1984 blev der lavet en undersøgelse, der angav det samlede antal døde til 8.000. Under alle omstændigheder var det mellem en fjerdele og en tredjedel af stammen, der døde undervejs.

## Efter Trail of Tears
Selv efter at være ankommet til Indianerterritoriet var trængslerne ikke overstået for cherokeserne. Kort efter ankomsten til territoriet "henrettede" stammen tre af Treaty Partys ledere for forræderi. Major Ridge, hans søn John Ridge, og hans nevø Elias Boudinot, blev alle snigmyrdet. Kun en anden nevø, Stand Watie, undslap. Dette førte til borgerkrig mellem de to fraktioner. Denne borgerkrig sluttede først i 1846, og i forbindelse med den amerikanske borgerkrig blev stammen igen splittet i tilhængere af nord og syd. Samtidigt var der en fraktion på ca. 6.000 cheroksere, der havde boet i området siden 1828. Disse nægtede at anerkende de love og samfundsstrukturer, som de nyankomne bragte med, og betragtede sig som en selvstændig stamme, og den dag i dag er stammen i Oklahoma delt i to, Cherokee Nation og United Keetoowah Band of Cherokee Indians.
Deportationen af cherokee’erne regnes i dag som et de værste, hvis ikke det værste, overgreb som de hvide foretog mod indianerne. Cherokeserne kalder selve ”turen til Oklahoma” for Nunahi-duna-dlo-hilo-i, eller ”Sporet hvor de græd ”, i dag altså kendt som ”Trail of Tears. En af de soldater fra Georgia, der var med som "eskorte" på turen, skrev senere til sine børnebørn: "I fought in the war between the states and I saw men killed and wounded in battle, but the removal of the Cherokees “was the cruelest work I ever seen".
En enkelt gruppe cherokesere undgik "Trail of Tears". Denne gruppe på mellem 500 og 1.000 indianere boede i det vestlige North Carolina, og da traktaten om cherokeserne skulle opgive alt land øst for Mississippi-floden og flytte til Oklahoma blev vedtaget i 1836, mente gruppen ikke, at denne traktat skulle omfatte dem. Jævnfør nogle traktater fra 1819 og 1821 boede de nemlig ikke på cherokesernes område, men på amerikansk område. De ejede personligt deres egen jord, eller boede på jord, der tilhørte en "hvid cherokeser", Will Thomas, den eneste hvide, der nogensinde har været høvding hos cherokeserne. Hæren var ikke af samme overbevisning, og begyndte også at arrestere denne gruppe indianere, heriblandt den senere folkehelt Tsali, men flere hundrede flygtede ind i bjergene, hvor de undgik tilfangetagelse helt frem til 1842, hvor hæren opgav forfølgelsen, og indianerne fik lov til at blive i området. I 1848 anerkendte USA's kongres Eastern Cherokee Tribe, i dag Eastern Band of Cherokee Indians under forudsætning af, at North Carolina gjorde det samme.